# 三生棋
三生棋，是流傳於苗族的兩人傳統棋類，特色是與波斯直棋都是最大的傳統直棋遊戲，也可四人玩。

## 棋具
- 棋盤為九同心的正方形，以中心最小方形的角點、四邊中點往外延伸，組成七十二個棋點。
- 兩人玩時，每方棋子數為三十六枚，以兩色區分敵我。

## 規則
- 对弈过程分弈过程分兩步驟：放子、走子。
  - 放子：依次将一己棋放在任意空棋點，直到滿盤。每三己棋棋連一線，就標記一枚敵棋。
  - 走子：若兩方都已將手上的棋子放完，去除所有標記的棋子，由後手方先走，輪流移動己棋，沿線至空鄰點。若無任何標記被去除，則先手方輸掉遊戲。
    - 直：移動每造成三己棋連一線，移除任一枚敵棋。

- 消滅或阻礙所有敵棋者勝[1]。